# Auderghem/Oudergem
Auderghem [odəʁˈɡem] (französisch) oder Oudergem [ˈʌudərɣɛm] (niederländisch) ist eine von 19 Gemeinden der zweisprachigen Region Brüssel-Hauptstadt in Belgien. In der Gemeinde leben 35.350 Einwohner (Stand 1. Januar 2024) auf 9,0 Quadratkilometern Fläche.

## Lage

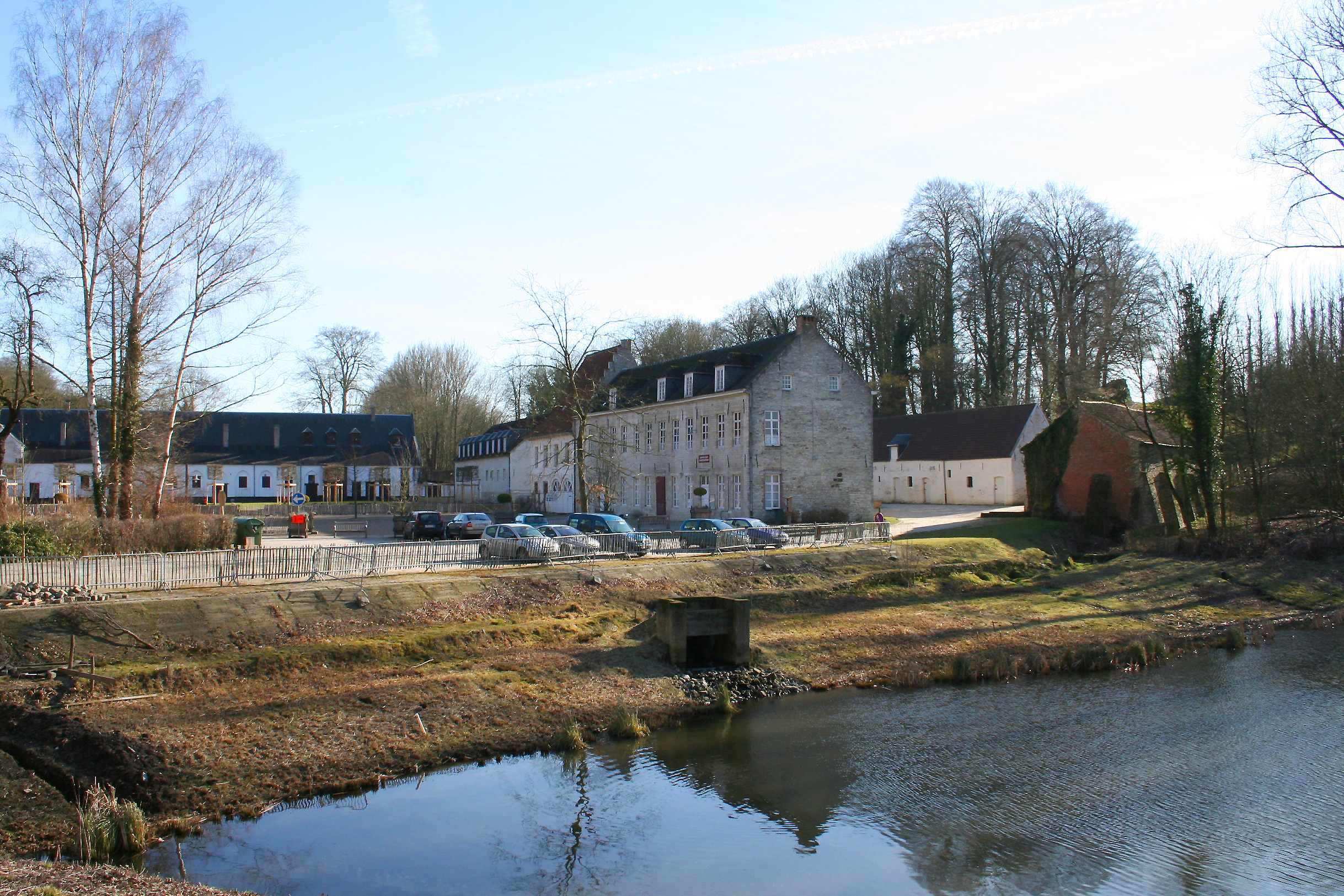
Die ehemalige Abtei Rotes Kloster

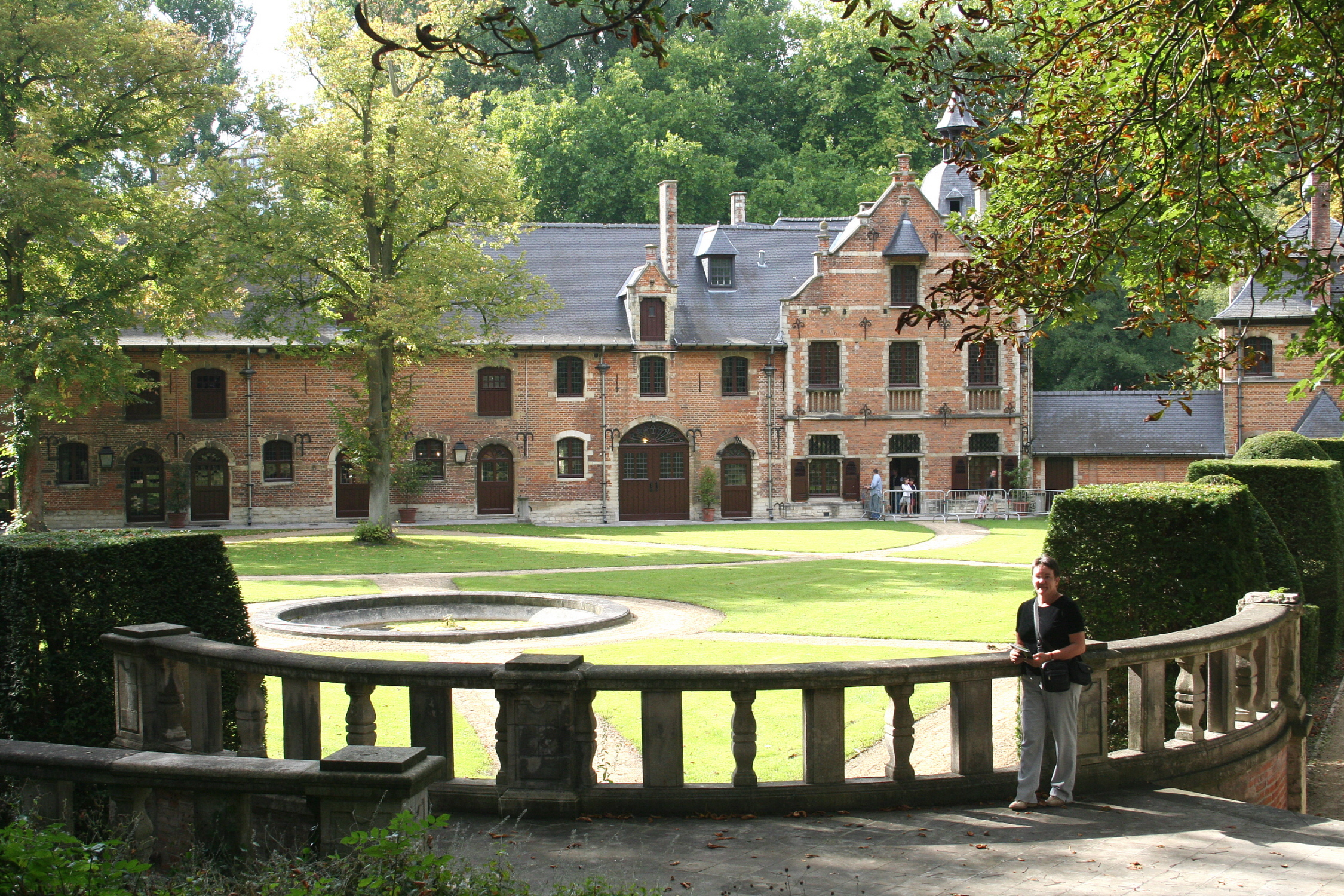
Die ehemalige Abtei Herzoginnental

Auderghem/Oudergem liegt im Südosten Brüssels und grenzt an die Brüsseler Gemeinden Watermael-Boitsfort/Watermaal-Bosvoorde, Ixelles/Elsene, Etterbeek und Woluwe-Saint-Pierre/Sint-Pieters-Woluwe sowie an die flämischen Vororte Tervuren und Overijse. Die Gemeinde hat Anteil am großen Brüsseler Stadtwald, dem Forêt de Soignes/Zoniënwoud. Am Waldrand liegt die ehemalige Abtei Rotes Kloster, eine weitere ehemalige Abtei ist Herzoginnental im gleichnamigen Park. Letztere wird von der belgischen Regierung für Zusammenkünfte oder Empfänge genutzt. In den 1950er-Jahren wurden die Römischen Verträge weitgehend in Val-Duchesse (so der französische Name) ausgearbeitet.
Durch die attraktive Lage in Waldnähe und dem ohnehin bevorzugten Brüsseler Osten gehört Auderghem/Oudergem zu den wohlhabenderen Brüsseler Gemeinden.

## Verkehr
Die U-Bahn-Linie 5 endet hier, fünf Bahnhöfe liegen im Gemeindegebiet (Hankar, Delta, Beaulieu, Demey und Herrmann-Debroux). Am Bahnhof Delta halten die S-Bahn-Linien S4 und S7. Die Straßenbahnlinie 8 durchquert Auderghem/Ouderghem von Nord nach Süd. Zudem tangieren die Prémetro-Linien 7 und 25 im äußersten Westen das Gemeindegebiet, während ganz im Osten die Tramlinie 44 nach Tervuren kurz Auderghem/Ouderghem berührt. Zahlreiche Buslinien sorgen für die Feinerschließung. Außerdem ist Auderghem/Oudergem Ausgangspunkt der Autobahn A 4 in Richtung Namur.

## Mit Auderghem/Oudergem verbundene Personen
- Hugo van der Goes (* etwa 1435/1440–1482), altniederländischer Maler, lebte ab 1475 als Augustinerbruder im Roten Kloster, wo er auch starb
- René Taelman (1945–2019), Fußballtrainer
- Morten Olsen (* 1949), ehemaliger dänischer Fußballspieler und heutiger -trainer

## Partnerstädte
Zu den Partnerstädten zählen:
- Vallauris, Frankreich
- Patmos, Griechenland

## Grünflächen
- Parc de la Woluwé
- Parc Tournai Solvay
- Parc Seny
- Forêt de Soignes